# Pythian Castle (Toledo)
El Pythian Castle es un edificio de estilo neorrománico construido en 1890 en Toledo, la cuarta ciudad más grande del estado de Ohio (Estados Unidos). Ubicado en el centro de la ciudad en la esquina de la avenida Jefferson y de la calle N. Ontario, fue incluido en el Registro Nacional de Lugares Históricos en 1972.

## Historia
El edificio de 2787 m²  fue construido en 1890 por los Caballeros de Pythias, una organización fraternal y sociedad secreta, para utilizarlo como lugar de reunión. Fue diseñado por Norval Bacon y Thomas Huber, del estudio de arquitectura Bacon & Huber. El punto más alto es la torreta, que se eleva 37 m sobre la calle. La altura del techo principal es 24 m .
En 1908, fue descrito como "el mejor edificio que se puede encontrar en cualquier lugar dedicado por completo a los usos del pitianismo".
El edificio también contaba con locales comerciales. Uno de los primeros inquilinos fue JW Green Co., un distribuidor mayorista y minorista de pianos y órganos.
En 1951, el grupo vendió el edificio a Greyhound Lines y se fue.
En la década de 1970, el edificio era propiedad de Ed Emery, un residente de la ciudad de Sylvania. Dirigió un centro juvenil le alquiló el espacio a una tienda de música, un estudio de arte y una tienda de antigüedades. En 1972, consiguió que el edificio se inscribiera en el Registro Nacional de Lugares Históricos.
Un incendio en 1978 puso fin a la ocupación activa, y el edificio y cayó en mal estado. En 2006, el entonces alcalde Carty Finkbeiner lo incluyó en su lista "Dirty Dozen" de los edificios peor mantenidos de la ciudad.
A finales del siglo XX y principios del XXI, el edificio era propiedad de Robert Shiffler, que murió en 1997, y Brian Uram, que murió en 2011. Uram dijo en 2004 que los dos hombres habían invertido 250 000 dólares en intentos de estabilizar el edificio en descomposición, incluido un techo de reemplazo temporal.
En 2013, el edificio era propiedad de Pythian Castle LLC de Toledo, una corporación de responsabilidad limitada de Ohio.
A principios de 2013, Toledo Blade escribió sobre la historia del edificio. Una serie de fotos reveló un interior ruinoso.
El 10 de julio de 2013, el edificio fue adquirido por Lucas County Land Bank para su remodelación.
En noviembre de 2016, Land Bank vendió el edificio al desarrollador David Ball por 300 dólares . El acuerdo también otorgó un préstamo de 274 000 dólares a Ball para cubrir el costo de un techo nuevo y la estabilización de su torreta. El tesorero del condado de Lucas, Wade Kapszukiewicz, presidente del Land Bank, dijo que el préstamo sería condonado si las renovaciones producían "un certificado de ocupación para el edificio de la ciudad que diga que es un edificio habitable" dentro de tres años.
En febrero de 2017, la empresa de Ball, Water Street Development LLC, inició las renovaciones.

## Galería

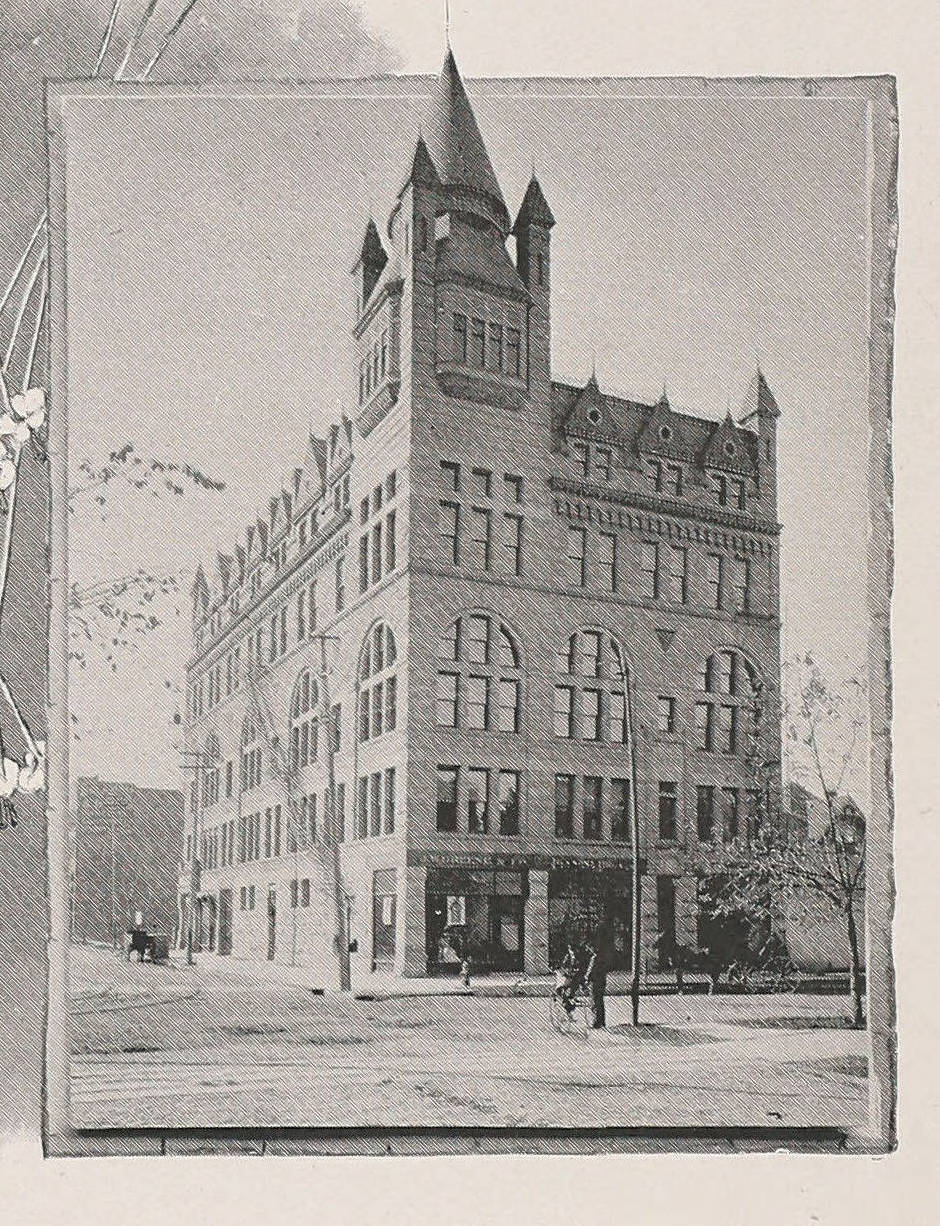
En 1893
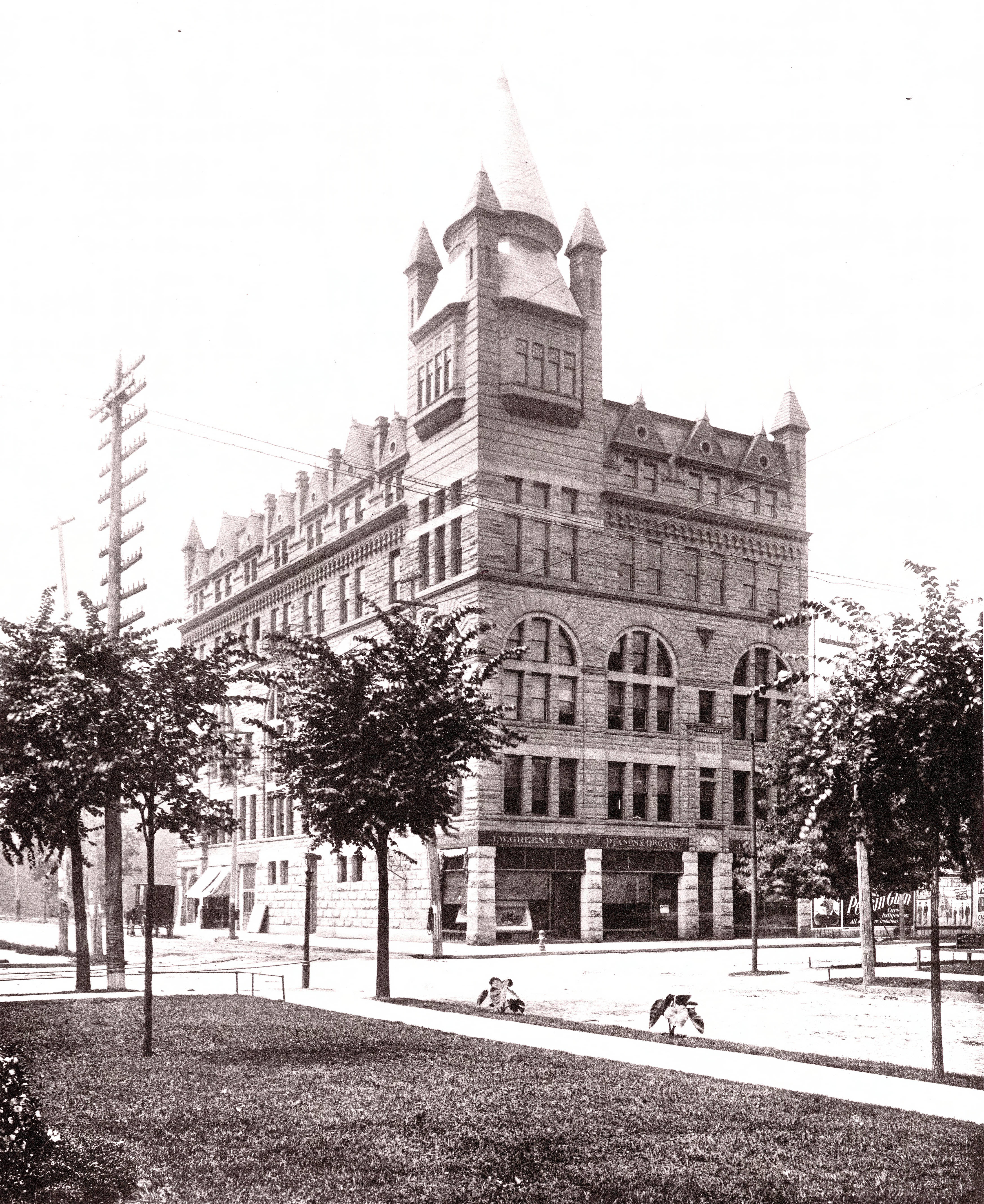
En 1895
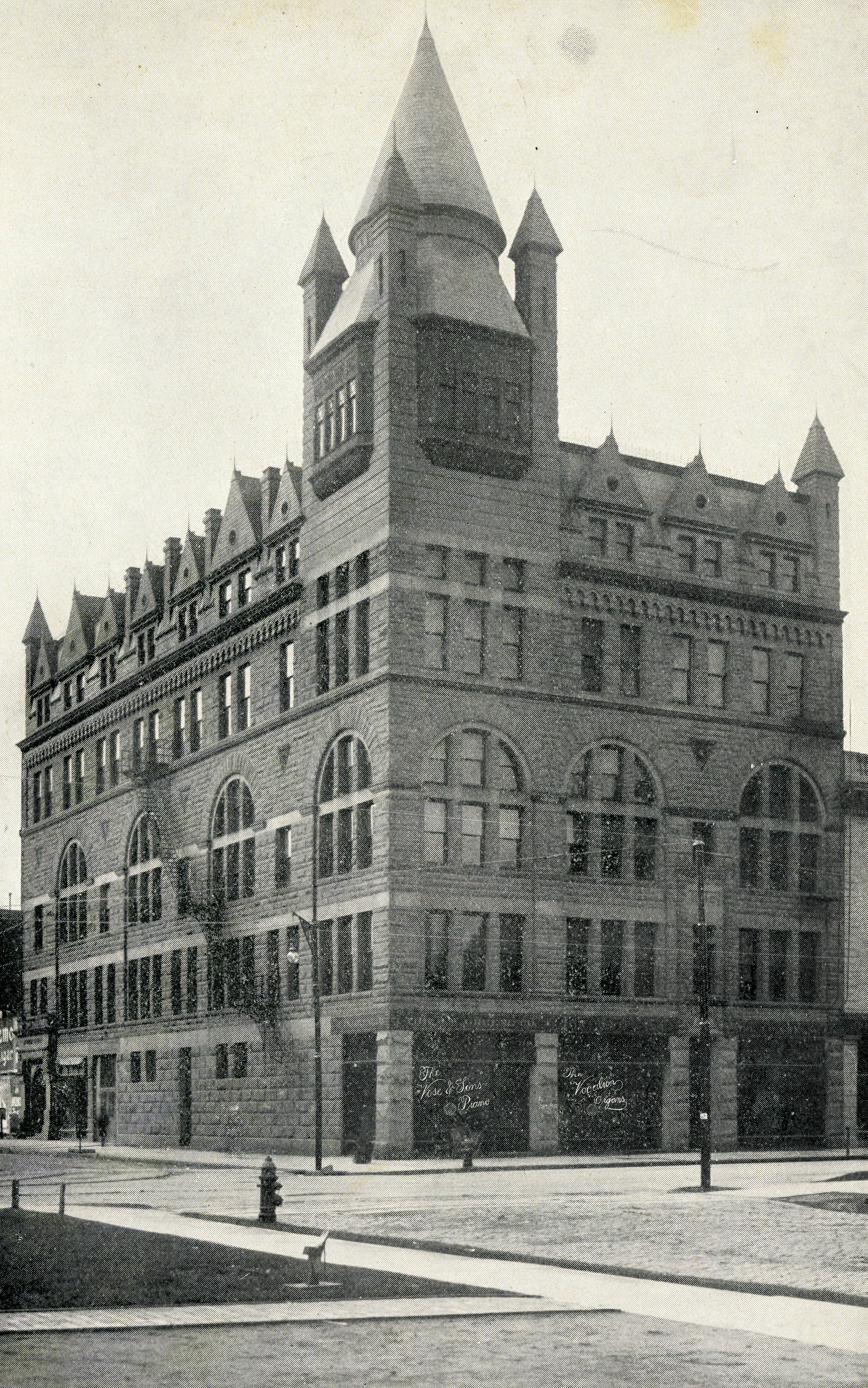
En 1905